# Zavidovići

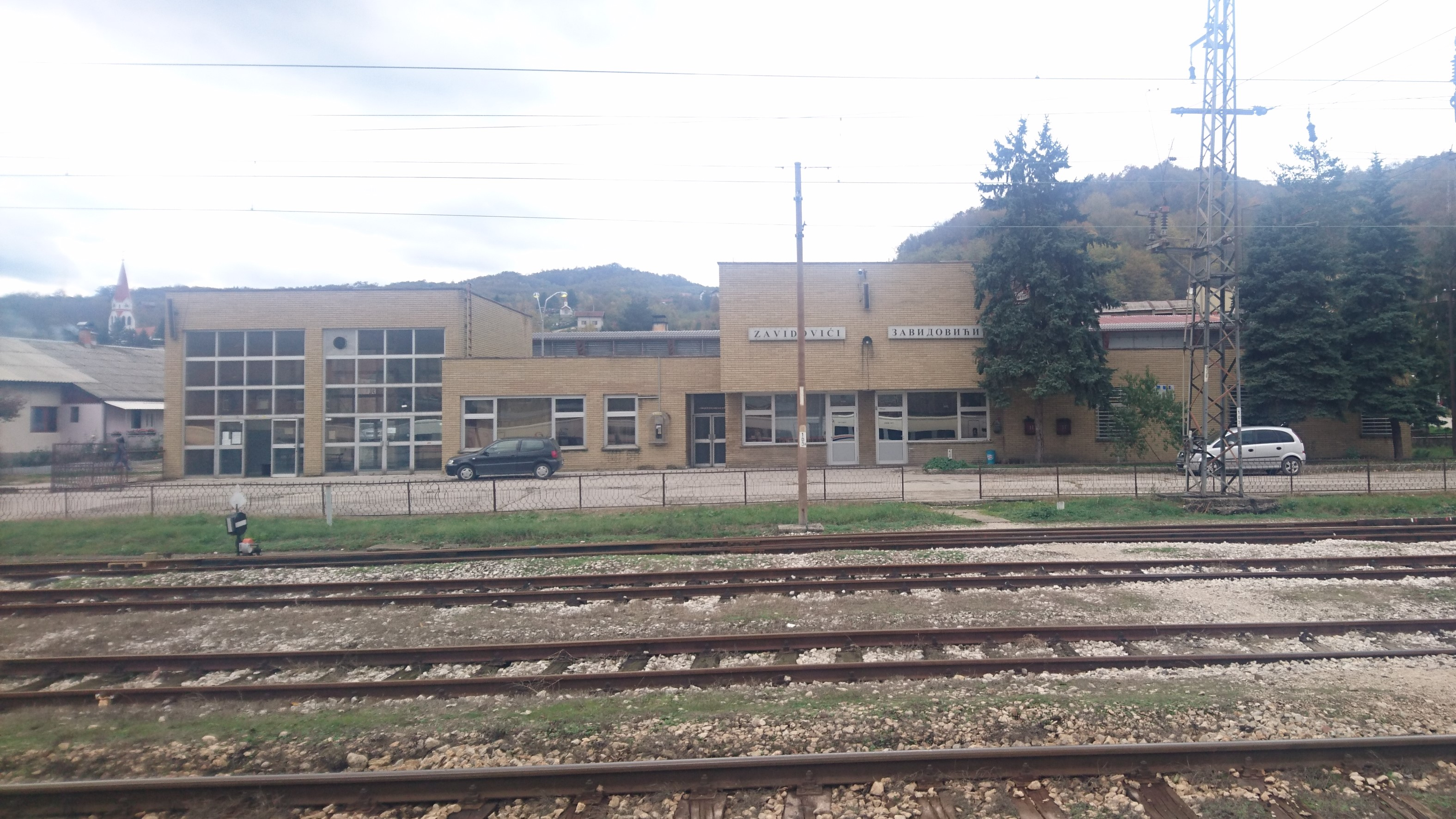
Bahnhof in Zavidovići

Zavidovići (serbokroatisch-kyrillisch Завидовићи) ist eine Stadt und Gemeinde im Kanton Zenica-Doboj im Zentrum von Bosnien und Herzegowina. Sie liegt in einer bergigen und stark bewaldeten Region am Zusammenfluss der Flüsse Bosna, Krivaja und Gostović. Die Gemeinde hat etwa 40.000 Einwohner, wovon ein Drittel in der Stadt lebt.
Zum Ort gehört der Ortsteil Donja Lovnica.

## Geschichte
Die Stadt entwickelte sich zusammen mit der Holzbearbeitungsindustrie zur Zeit Österreich-Ungarns. Der erste Bahnhof wurde 1879 gebaut. Das Bahnhofsgebäude war zu dieser Zeit das erste Gebäude, und die Stadt entwickelte sich um dieses Gebäude herum. 1911 wurde Zavidovići als Gemeinde gegründet. Zu dieser Zeit hatte der Ort ungefähr 3800 Einwohner.
In jüngerer Zeit entstanden neue Wirtschaftszweige: Bekleidungsindustrie, Nahrungsmittelindustrie, Bauwesen, Handel und Tourismus.
Im Bosnienkrieg gab es zahlreiche zivile und militärische Opfer. Insgesamt waren es 685, davon 200 Zivilisten. Es wurden wirtschaftliche Objekte, Wohnhäuser, Schulen und Energieanlagen zerstört. Die Stadtsanierung erfolgt sehr langsam. Bisher wurden nur Objekte erneuert, die für die Funktion der Stadt von Bedeutung sind. Die 2009 eröffnete Fußgängerbrücke in Bogenbauweise wurde am 15. Mai 2014 von der Hochwasser führenden Bosna weggerissen.

## Verkehr
Zavidovići liegt an der Bahnstrecke Šamac–Sarajevo der Željeznice Federacije Bosne i Hercegovine (ŽFBH). 1879 wurde mit der Eröffnung der Bosnabahn die Stadt ans Eisenbahnnetz angeschlossen. 1947 bauten die Jugoslawischen Staatsbahnen den Abschnitt Sarajevo–Doboj der Bosnabahn auf Normalspur um und verlängerten die Strecke nach Bosanski Šamac.

## Religion
Die Mehrheit der Einwohner sind muslimische Bosniaken. Es leben aber auch orthodoxe Serben und katholische Kroaten in Zavidovići. Im Jahre 1910 lebten 137 Juden in der Stadt.
In der Stadt stehen mehrere sunnitische Moscheen, die Serbisch-orthodoxe Kirche Hl. Sava erbaut von 1909 bis 1911 und die Römisch-katholische Kirche St. Josef. Von 1912 bis zu ihrer Zerstörung im Zweiten Weltkrieg stand in der Stadt eine Synagoge, die gemeinsam von den Aschkenasim und Sephardim besucht wurde.

## Persönlichkeiten
- Safet Sušić (* 1955), ehemaliger Fußballspieler und Trainer
- Šefik Džaferović (* 1957), Politiker (SDA), Mitglied des Staatspräsidiums
- Jasmin Mrkonja (* 1958), Handballspieler und -trainer
- Mario Primorac (* 1961), Basketballspieler und -trainer
- Venio Losert (* 1976), Handball-Torwart
- Mladen Bartolović (* 1977), Fußballspieler

## Gemeindepartnerschaft
Zavidovići unterhält eine Partnerschaft mit der italienischen Gemeinde Roncadelle in der Provinz Brescia, (Lombardei).